# Nuncjatura Apostolska w Wenezueli
Nuncjatura Apostolska w Wenezueli – misja dyplomatyczna Stolicy Apostolskiej w Wenezueli. Siedziba nuncjusza apostolskiego mieści się w Caracas. Nuncjusz apostolski pełni tradycyjnie godność dziekana korpusu dyplomatycznego akredytowanego w Wenezueli od momentu przedstawienia listów uwierzytelniających.

## Historia
W XIX wieku powstała Delegatura Apostolska Wenezueli. W 1915 papież Benedykt XV podniósł ją do rangi internuncjatury, a 21 maja 1917 ten sam papież utworzył nuncjaturę w Wenezueli.

## Szefowie misji dyplomatycznej Stolicy Apostolskiej w Wenezueli

### Delegaci apostolscy
- abp Francesco Tavani (1861 - 1869) Włoch; także delegat apostolski w Peru, Boliwii i Ekwadorze
- abp Serafino Vannutelli (1869 - 1875) Włoch; także delegat apostolski w Kolumbii, Peru, Boliwii, Ekwadorze, Kostaryce, Hondurasie oraz Nikaragui
- abp Rocco Cocchia OFMCap (1874 - 1883) Włoch; także delegat apostolski Santo Domingo
- abp Mario Mocenni (1877 - 1882) Włoch; także delegat apostolski w Kolumbii, Peru, Boliwii, Ekwadorze, Kostaryce, Hondurasie oraz Nikaragui
- abp Bernardino di Milia OFMCap (1884 - 1891) Włoch; także delegat apostolski Santo Domingo i Haiti
- bp Spiridion-Salvatore-Costantino Buhadgiar (1890 - 1891) Grek; także delegat apostolski Santo Domingo i Haiti
- abp Giulio Tonti (1892 - 1894) Włoch; także delegat apostolski Santo Domingo i Haiti
- abp Carlo Pietropaoli (1913 - 1915) Włoch

### Internuncjusz apostolski
- abp Carlo Pietropaoli (1915 - 1918) Włoch

### Nuncjusze apostolscy
- abp Francesco Marchetti Selvaggiani (1918 - 1920) Włoch
- abp Filippo Cortesi (1921 - 1926) Włoch
- abp Fernando Cento (1926 - 1936) Włoch
- abp Luigi Centoz (1936 - 1940) Włoch
- abp Giuseppe Misuraca (1941 - 1949) Włoch
- abp Armando Lombardi (1950 - 1954) Włoch
- abp Sergio Pignedoli (1954 - 1955) Włoch
- abp Raffaele Forni (1955 - 1960) Szwajcar
- abp Luigi Dadaglio (1961 - 1967) Włoch
- abp Felice Pirozzi (1967 - 1970) Włoch
- abp Antonio del Giudice (1970 - 1974) Włoch
- abp Giovanni Mariani (1975 - 1978) Włoch
- abp Ubaldo Calabresi (1978 - 1981) Włoch
- abp Luciano Storero (1981 - 1990) Włoch
- abp Oriano Quilici (1990 - 1997) Włoch
- abp Leonardo Sandri (1997 - 2000) Włoch
- abp André Dupuy (2000 - 2005) Francuz
- abp Giacinto Berloco (2005 - 2009) Włoch
- abp Pietro Parolin (2009 - 2013) Włoch
- abp Aldo Giordano (2013 - 2021) Włoch
- abp Alberto Ortega Martín (od 2024) Hiszpan